# Tunguska (Amur)
Die Tunguska (russisch Тунгуска) ist ein 86 km langer linker bzw. nördlicher Nebenfluss des Amur im ostsibirischen Fernen Osten Russlands (Asien).
Sie ist nicht zu verwechseln mit den Nebenflüssen des Jenissei in Mittelsibirien, Untere, Steinige (auch Mittlere) und Trockene Tunguska sowie Angara (im Unterlauf früher auch "Obere Tunguska" genannt).

## Verlauf
Die Tunguska verläuft auf ihrer gesamten Länge auf der Grenze der Region Chabarowsk zur Jüdischen Autonomen Oblast. Sie entsteht auf etwa 39 m Höhe aus den Quellflüssen Kur (Länge 434 km) von links und Urmi (458 km) von rechts. Der von zahlreichen kleineren Zuflüssen gespeiste Fluss mäandriert in östlicher Richtung durch die sumpfige Untere Amurniederung. Wenige Kilometer nordnordwestlich von Chabarowsk (Hauptstadt der Region Chabarowsk) mündet die Tunguska auf rund 29 m Höhe in den Amur, der 950 Flusskilometer weiter nordöstlich den Tatarensund (Pazifik) erreicht.

## Hydrographie
Das Einzugsgebiet der Tunguska umfasst 30.200 km². Der Fluss ist 200 bis 400 m breit und bis zu 6 m tief; die Fließgeschwindigkeit liegt bei 0,6 m/s. Die mittlere Wasserführung beträgt im Mittellauf, 37 km oberhalb der Mündung 380 m³/s, bei einem Minimum von nur 7,25 m³/s und einem Maximum von 5.100 m³/s. Die Tunguska ist alljährlich etwa von November bis April von Eis bedeckt.

## Wirtschaft und Infrastruktur
Die Tunguska ist, wie auch der Quellfluss Kur, auf weiteren 117 km, auf ihrer gesamten Länge schiffbar.
Parallel zur Tunguska verläuft in 6 bis 15 km Entfernung zum rechten Ufer die Transsibirische Eisenbahn. Bei Wolotschajewka Wtoraja zweigt von dieser die 1938 eröffnete Eisenbahnstrecke nach Komsomolsk am Amur ab, die den Fluss auf einer etwa 400 m langen Brücke überquert. Entlang der Transsib verläuft auch die Fernstraße M58 Amur.
Die größten Dörfer am oder nahe der Tunguska sind Wolotschajewka Wtoraja und Wolotschajewka Perwaja, Danilowka und einige Kilometer flussabwärts Nikolajewka. Um diese Dörfer erstreckt sich rechts (südlich) der Tunguska ein Landwirtschaftsgebiet.